# Panihati
Panihati là một thành phố và khu đô thị của quận North Twentyfour Parganas thuộc bang Tây Bengal, Ấn Độ.

## Địa lý
Panihati có vị trí 22°41′B 88°22′Đ / 22,69°B 88,37°Đ Nó có độ cao trung bình là 13 mét (42 feet).

## Nhân khẩu
Theo điều tra dân số năm 2001 của Ấn Độ, Panihati có dân số 348.379 người. Phái nam chiếm 52% tổng số dân và phái nữ chiếm 48%. Panihati có tỷ lệ 82% biết đọc biết viết, cao hơn tỷ lệ trung bình toàn quốc là 59,5%: tỷ lệ cho phái nam là 85%, và tỷ lệ cho phái nữ là 79%. Tại Panihati, 8% dân số nhỏ hơn 6 tuổi.